# 江陵之战 (223年)
江陵防衛战是三国中期曹魏和孫吳之间的一场战斗，发生于荆州江陵，是魏帝曹丕三路讨伐吴王孙权的一部分，从222年十月直到223年四月。其中魏最关键的进攻聚焦于吴的江陵要塞。

## 背景
当221—222年蜀汉皇帝刘备在猇亭之战中攻打孙权时，孙权派使者带礼物前去表达归顺于220年结束汉朝建立魏的曹丕之意。孙权因而名义上为魏封臣，但实际上和以往一样独立管理吴政权。曹丕侍中刘晔建议趁孙权与刘备作战时攻孙权，但曹丕認為孫權來稱臣反過來打他這樣的話有損魏國權威，以後還怎樣讓天下信服，於是拒绝了這項提議。
222年六月（8月）孙权败刘备，曹丕开始不顾刘晔反对，计划伐孙权。222年九月，魏军聚集，曹丕一直要求孙权派长子入魏为人质，促使孙权写了一封谦逊的致歉信乞求纳土去交州养老。但孙权不同意遣子入质，魏吴遂不复和谈而开战。
九月，魏征东大将军曹休奉命攻洞口，大将军曹仁奉命取濡须；上军大将军曹真和征南大将军夏侯尚受命取南郡和荆州的共同治所江陵。十月（11月），孙权自建年号黄武，正式獨立。

## 战役

### 魏军进军
魏军向吴行进时，孙权试图继续与魏和谈，但被拒绝，于是于十二月遣使重新与刘备通好。
魏军的第一个目标是攻取南郡，从而得到攻陷江陵之机。曹真、夏侯尚和张郃攻江陵。十一月，曹丕也从魏都洛阳调军前去宛城为后援。孙权派威烈將軍韩当守江陵东南，将领孙盛督万人据江陵中洲，为南郡外援，但孙盛在223年正月被张郃击败，曹真遂分兵据江陵中洲并和夏侯尚破吴军于牛渚屯，魏军主力连屯围江陵。

### 江陵围城
二月，夏侯尚乘船入渚中，渡百里洲上，分前部三万人安营搭设浮桥，每天都有魏军渡江。孙权派平北将军潘璋、左将军诸葛瑾和杨粲统军往救江陵。潘璋说：“魏军士气正高，江水又浅，我们不能一开始就和他们战斗。”然后下令军队移动到魏军上流五十里，砍伐大量芦苇达数百万束，制成大筏，想将它们点上火顺流放下烧坏浮桥。诸葛瑾与夏侯尚隔江相望，诸葛瑾渡入江中渚，分水军于江中。夏侯尚乘夜多设油船，率步骑万馀人在下流秘密渡江攻诸葛瑾诸军，夹江烧其舟船，水陆并攻，遂破诸葛瑾。曹真军也造浮桥切断被困于城内的征北将军朱然军的补给。城内士兵多肿病，朱然手下能战的只有五千人。曹真等起土山，凿地道，在城边立起楼橹，箭如雨射入城内，城内将士皆失色，朱然却安然无惧，鼓励官兵，还乘隙攻破魏军两屯。领兵守北门的江陵令姚泰见魏军势大，城中粮食将尽，便通魏欲为内应，未遂即事泄，被朱然处决。
议论战事的多以为夏侯尚浮桥已成，江陵必破。侍中董昭却上疏认为此举犯兵家大忌，即使智勇过人的被追尊为魏武帝的故主曹操也不敢如此，魏军精锐身处险境，一旦再加上江水暴涨，夏侯尚军就自身难保甚至为吴所有了。于是曹丕诏夏侯尚赶紧出渚，在吴人攻击下，魏军勉强得脱，将军石建、高迁仅以身免。潘璋本已制作好了芦苇大筏准备点火后顺流放下，因夏侯尚已退，也就没有实行。诸葛瑾攻曹真浮桥，曹真等退走。十天后江水果然大涨，曹丕叹服董昭审慎。
三月（4月），魏军营爆发瘟疫，曹丕下令各路魏军撤退。当月，曹丕已回到洛阳。江陵围城前后共计六月。扬武将军满宠因破吴有功，改拜伏波将军，屯新野。
《建康实录》称陆逊也奉命渡江抵御魏军，《曹真碑》称曹真在此战中“施陆议于严霜、奋朱然于雷霆”，似指曹真曾击败陆逊、朱然。宋杰《三国兵争要地与攻守战略研究》认为陆逊当时继续留守夷陵以防刘备再次来袭，故没有参与江陵作战。

## 后果
魏军自江陵撤军之时，洞口和濡须的战役也都以魏军失败告终，这两路魏军也撤退了。曹魏讨逆将军文聘在随夏侯尚围攻江陵时，屯兵沔口，进军石梵，抵挡吴军。沔北原属东吴的安陆、新市、云杜、竟陵等地都被魏军攻占。文聘因功迁后将军，封新野侯。而东吴江夏太守孙奂在这些战斗中的表现则全无记载，或系本传讳败。
朱然因此战名震敌国，改封当阳侯。但江陵亦遭战争和瘟疫重创，周边百姓被迁到长江南岸，江陵以北的临沮、旌阳二县也被曹魏占领。

### 领土变更争议
清朝谢鍾英、王先谦、卢弼等学者根据诸葛亮说“孙权不能越江”及孙权曾攻打新市、安陆等地，认为曹魏在江陵作战期间也占领了沔北的安陆、新市、云杜、竟陵诸县。宋杰《三国兵争要地与攻守战略研究》认为被曹魏攻陷的还包括石阳、邾。但《元和郡县图志》认为此战前后安陆始终属魏，也有记载显示竟陵位于江南而非江北，且直到晋灭吴才失守。

## 参战人员
| 攻江陵和南郡军： - 上軍大將軍 曹真 - 侍中行军师 辛毗 - 征南大將軍 夏侯尚 - 将军石建 - 将军高迁 - 左將軍 张郃 - 右將軍 徐晃 - 扬武将军 满宠 宛城后援军： - 皇帝 曹丕 - 侍中 董昭 - 侍中 刘晔 - 討逆將軍 文聘 | 江陵守军： - 征北將軍 朱然 - 江陵令 姚泰。因通敌被处死。 - 宣城侯 蒋壹。在南郡作战阵亡。 - 威烈将军韩当 援军： - 平北將軍（遥领）襄陽太守 潘璋 - 左將軍 诸葛瑾 - 楊粲 - 孫盛 |

## 演义
罗贯中历史小说《三国演义》第八十五回<刘先主遗诏托孤儿 诸葛亮安居平五路>有简略提到此战。因在该书中，潘璋和朱然已在夷陵之战中分别被关兴和赵云所杀，故未提及他们参与此战，改为陆逊在城内、诸葛瑾在城外伏兵夹攻破敌；魏军参战将领也被简化为只有曹真和夏侯尚。